# Євангеліє від Філіппа
Євангеліє від Філіппа — апокрифічне (тобто те, що не увійшло до Нового Завіту) Євангеліє, знайдене археологами лише в 1945 р. у Єгипті, містить найважливішу інформацію, повідомлену Пилипові Ісусом Христом.

## Зміст
Вона стосується вищих медитативних технік, що приводять подвижника до Обителі Бога-Отця, позначену Пилипом як «Чертог Шлюбний». У Євангелії художньо сплетені дві лінії викладу: лінія сексуальної любові між людьми — і лінія вищої Любові до Бога, причому перша розглядається як прообраз іншої.

## Стиль
Євангеліє написане високохудожньою літературною мовою, виконане у притчовій манері.
Дотепер воно не було відоме українському читачеві. Три попередні його видання, що ввійшли до тематичних збірників, були підготовлені перекладачами, які самі не розуміли сенсу тексту. Ними зроблені лише спроби «дослівного» перекладу, а це переважно незрозумілий набір слів.
Робота з підготовки цього видання була виконана на прохання і за особистої участі Автора Євангелія. Прототипом цієї редакції перекладу є видання [45,62]. Дрібним шрифтом набрані коментарі до тексту Євангелія.